# Walleiten (Dietramszell)

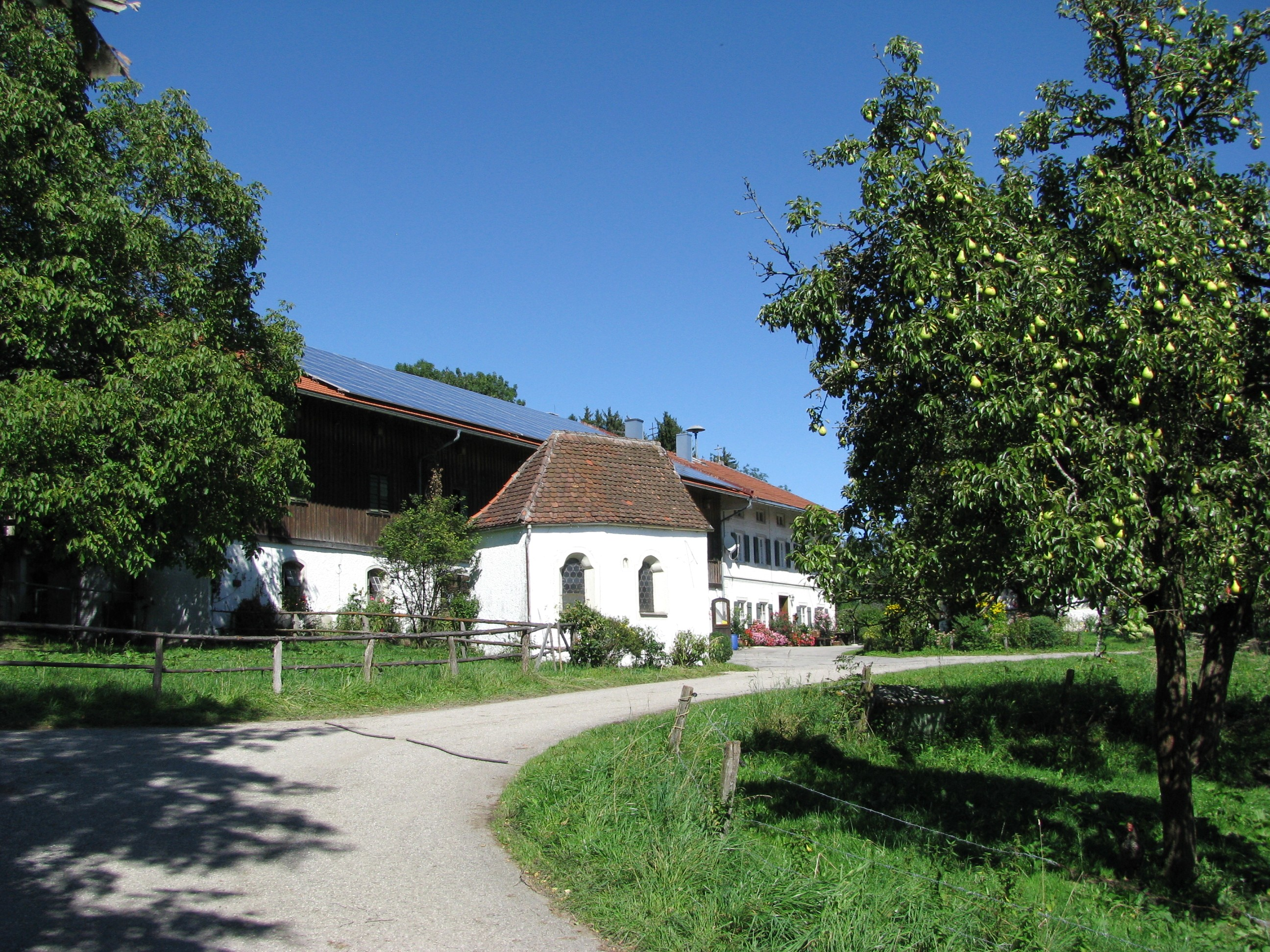
Hofkapelle Walleiten

Walleiten ist ein Ortsteil der oberbayerischen Gemeinde Dietramszell im Landkreis Bad Tölz-Wolfratshausen. 

## Lage
Die Einöde liegt etwa drei Kilometer südwestlich von Dietramszell. 

## Gemeindezugehörigkeit und Einwohner
Die Einöde gehörte zu der am 1. Mai 1978 aufgelösten Gemeinde Kirchbichl; während der Hauptort und weitere Ortsteile nach Bad Tölz eingegliedert wurden, schloss sich der nördliche Gemeindeteil, darunter auch Walleiten, der Gemeinde Dietramszell an.
1871 hatte der Ort zehn Einwohner, bei der Volkszählung 1987 wurden acht Einwohner registriert.

## Baudenkmäler
Einziges Baudenkmal des Ortes ist die Hofkapelle Zur schmerzhaften Muttergottes, ein barocker Steildachbau mit Putzgliederung, im Kern wohl 17. Jahrhundert, 1. Hälfte des 18. Jahrhunderts verändert.
Siehe: Denkmalliste